# بزی (میرجاوه)
بَزّی یا محمد آباد بَزّی روستایی در دهستان جون‌آباد بخش لادیز شهرستان میرجاوه استان سیستان و بلوچستان ایران است.

## جمعیت
بر پایه سرشماری عمومی نفوس و مسکن در سال ۱۳۹۵ جمعیت این مکان ۱۶۳ نفر (۳۶خانوار) بوده‌است.